# Louis Amédée Mante

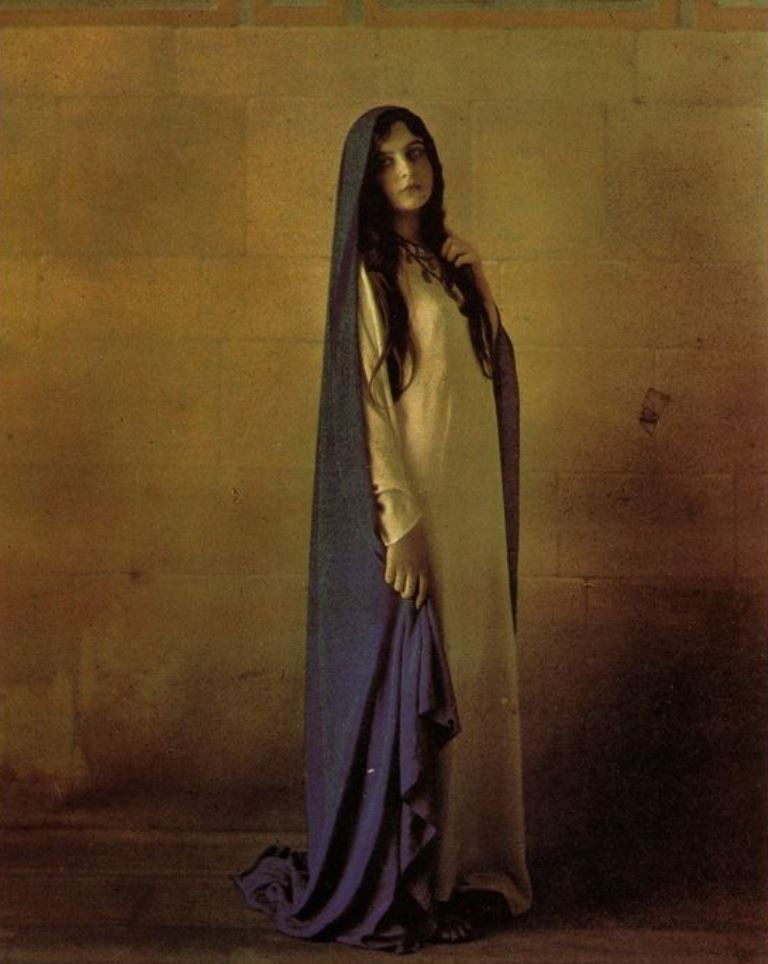
Louis Amédée Mante - Cléo de Mérode - Autochrome (1895)

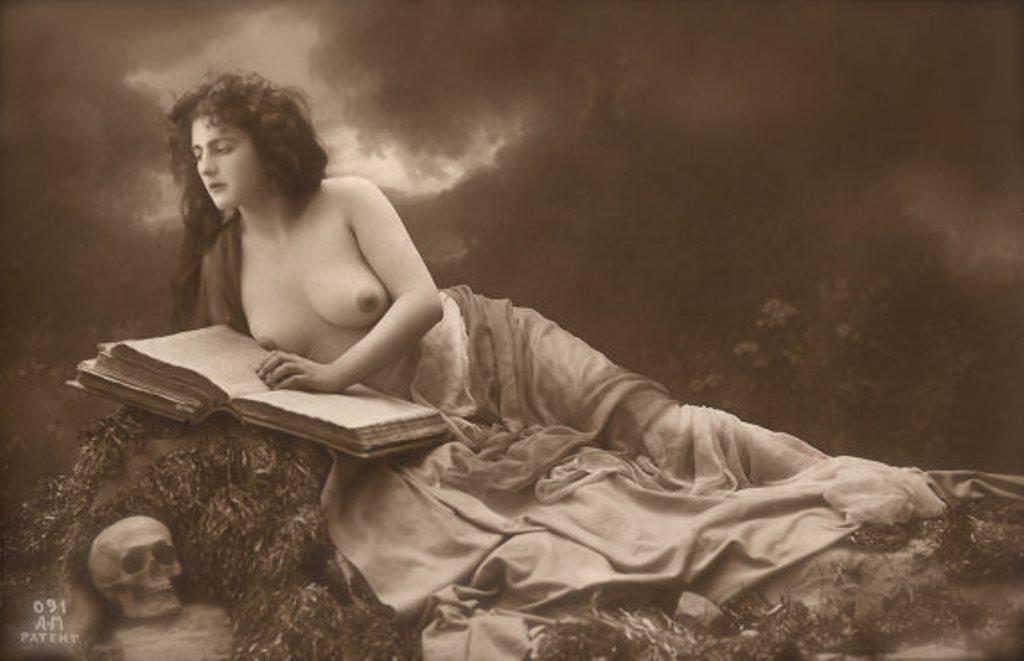
Frau, circa 1900

Louis Amédée Mante (* 4. Mai 1826 in Paris; † 11. Oktober 1913 ebenda) war ein französischer Fotograf und Erfinder. Er entwickelte ein eigenes Verfahren für Fotoabzüge, die er als „Mantochromes“ bezeichnete. Viele seiner Abzüge tragen die Signatur „A M Patent“. Er arbeitete in den späteren Jahren zusammen mit Edmond Goldschmidt.